# Trichopsomyia uleana
Trichopsomyia uleana är en tvåvingeart som beskrevs av Günther Enderlein 1938. Trichopsomyia uleana ingår i släktet gallblomflugor, och familjen blomflugor. Inga underarter finns listade i Catalogue of Life.